# Kadir Bilimlier
Kadir Bilimlier (* 26. März 1997 in Izmir) ist ein türkischer Fußballspieler, der aktuell für Bucaspor spielt.

## Karriere

### Verein
Bilimlier kam im Stadtteil Konak der westtürkischen Stadt Izmir auf die Welt. Hier begann er mit dem Vereinsfußball in der Jugend des Traditionsvereins Bucaspor. Im September 2013 wurde er mit einem Profivertrag versehen. Sein Profidebüt gab er dann am 3. Mai 2014 bei der Zweitligabegegnung gegen Manisaspor.

### Nationalmannschaft
Bilimlier absolvierte Einsätze für die türkische U-15-, U-16- und U-18-Nationalmannschaft.